# Ваља Мика (Рошиори)
Ваља Мика (рум. Valea Mică) насеље је у Румунији у округу Бакау у општини Рошиори. Oпштина се налази на надморској висини од 271 m.

## Становништво
Према подацима из 2002. године у насељу је живело 63 становника, од којих су сви румунске националности.